# Jankovice (ort i Tjeckien, Pardubice, lat 50,01, long 15,53)
Jankovice är en ort i Tjeckien.   Den ligger i regionen Pardubice, i den centrala delen av landet, 80 km öster om huvudstaden Prag. Jankovice ligger 235 meter över havet och antalet invånare är 288.
Terrängen runt Jankovice är huvudsakligen platt, men söderut är den kuperad. Runt Jankovice är det ganska glesbefolkat, med 42 invånare per kvadratkilometer. Närmaste större samhälle är Pardubice, 18,0 km öster om Jankovice. Omgivningarna runt Jankovice är en mosaik av jordbruksmark och naturlig växtlighet.